# Енцо Мартінес (плавець)
Енцо Мартінес (ісп. Enzo Martínez, 15 серпня 1994) — уругвайський плавець.
Учасник Олімпійських Ігор 2020 року.
Чемпіон Південної Америки з плавання 2021 року.